# پایپر پی‌ای-۳۲
پایپر پی‌ای-۳۲ (به انگلیسی: Piper_PA-32) یک هواگرد از نوع تاکسی هوایی و شخصی ساخت شرکت پایپر ایرکرفت است. هواگرد پی‌آی-۳۲ پایپر نخستین پروازش را در ۶ دسامبر ۱۹۶۳ میلادی انجام داد. این هواگرد در سال ۱۹۶۵ میلادی رسماً معرفی گردید و در سال‌های 1965-2007 تولید شده‌است. در مجموع، تعداد ۷۸۴۲+ فروند از این هواگرد ساخته شده‌است.